# Атлетика на Летњим олимпијским играма 1900 — скок увис за мушкарце
Скок увис за мушкарце био је једана од атлетских дисциплина Олимпијских игара 1900. у Паризу. 
Такмичање је одржано 15. јула 1900. Учествовало је осам спортиста из седам земаља.

## Земље учеснице
- Француска (1)
- Норвешка (1)
- Немачко царство (1)
- Уједињено Краљевство (1)
- Мађарска (1)
- САД (1)
- Шведска (2)

## Рекорди пре почетка такмичења
| Најбољи резултат на свету | 1,97 * | Мајк Свенај | САД | Њујорк, САД  | 21. септембар 1895. |
| Олимпијски рекорд         | 1,81   | Елери Кларк | САД | Атина, Грчка | 10. април 1896.     |

- незванично

## Победници
|                    |                                  |                      |
| Ирвинг Бакстер САД | Патрик Лихи Уједињено Краљевство | Лајош Генци Мађарска |

## Нови рекорди после завршетка такмичења
| Олимпијски рекорд | 1,90 | Ирвинг Бакстер | САД | Париз, Француска | 15. јул 1900. |

Ирвинг Бакстер је два пута поправљао олимпијски рекорд. Први пут је скочио 1,85 метара и на крају је 1,90 метара.

## Резултати
Бакстер је победио веома лако. Скоковима од 1,85 и 1,90 метара осигурао је прво место остављајући противнике далеко из себе. Покушао је и да обори најбољи резултат на свету, па је поставио летвицу на 1,97 м, коју је рушио сва три пута.
| Место | Такмичар                         | Висина    |
| ----- | -------------------------------- | --------- |
|       | Ирвинг Бакстер САД               | 1,90 (ОР) |
|       | Патрик Лихи Уједињено Краљевство | 1,78 м    |
|       | Лајош Генци Мађарска             | 1,75 м    |
| 4     | Карл Алберт Андерсен Норвешка    | 1,70 м    |
| 4     | Ерик Леминг Шведска              | 1,70 м    |
| 4     | Валдемар Штефен Немачко царство  | 1,70 м    |
| 7     | Луј Моније Француска             | 1,60 м    |
| 8     | Tore Blom Шведска                | 1,50 м    |